# Maserati Merak
Maserati Merak (Type AM122) — 2+2-місний спортивний автомобіль італійської компанії Maserati, що випускався впродовж 1972–1984 років. Автомобіль з центральним розміщенням 6-циліндрового V-подібного двигуна, призначений не для перегонів, а для щоденного використання.

## Опис

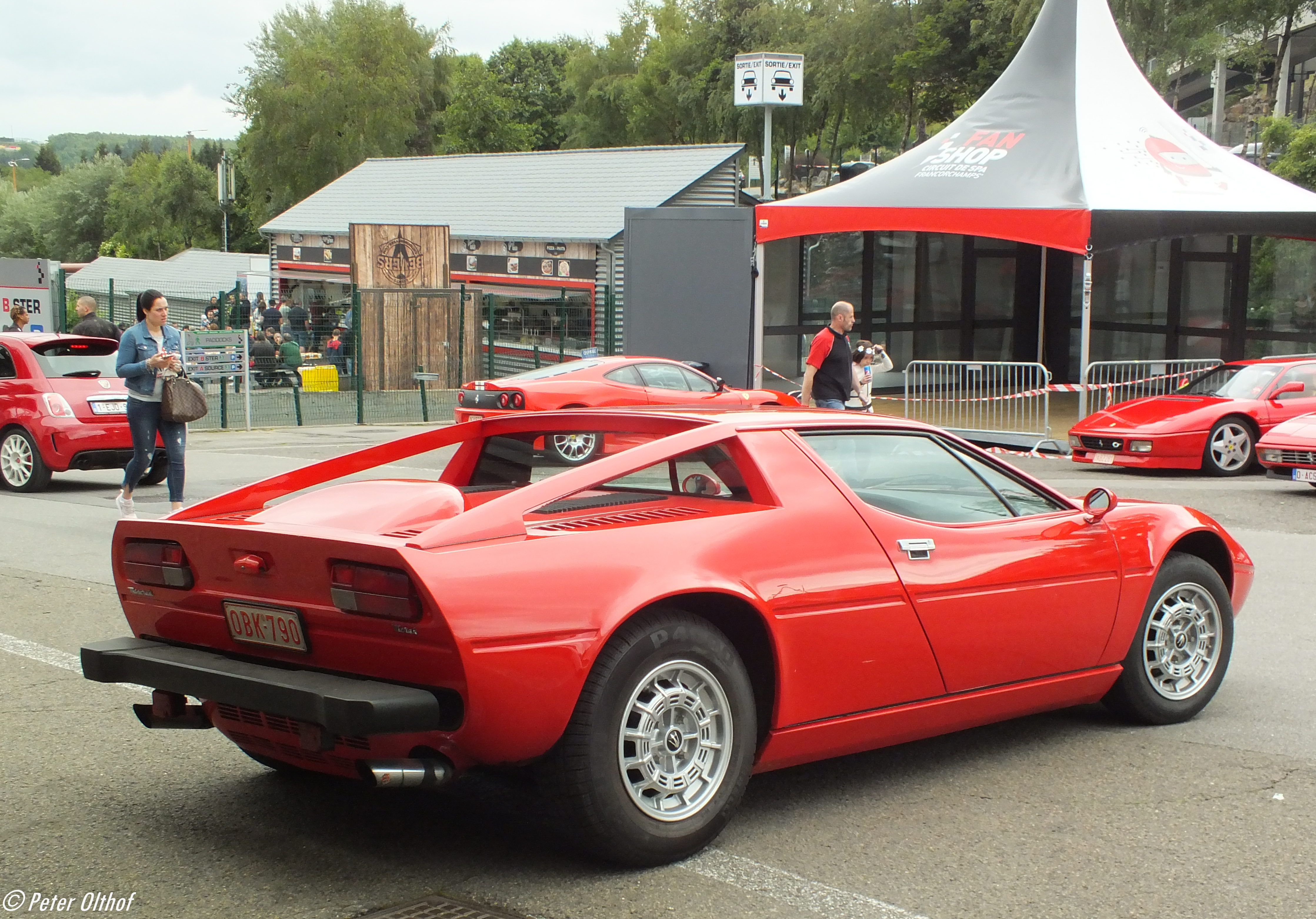
Maserati Merak

З 1972 року Maserati Merak оснащувався 3,0 л двигуном V6 потужністю 190 к.с.

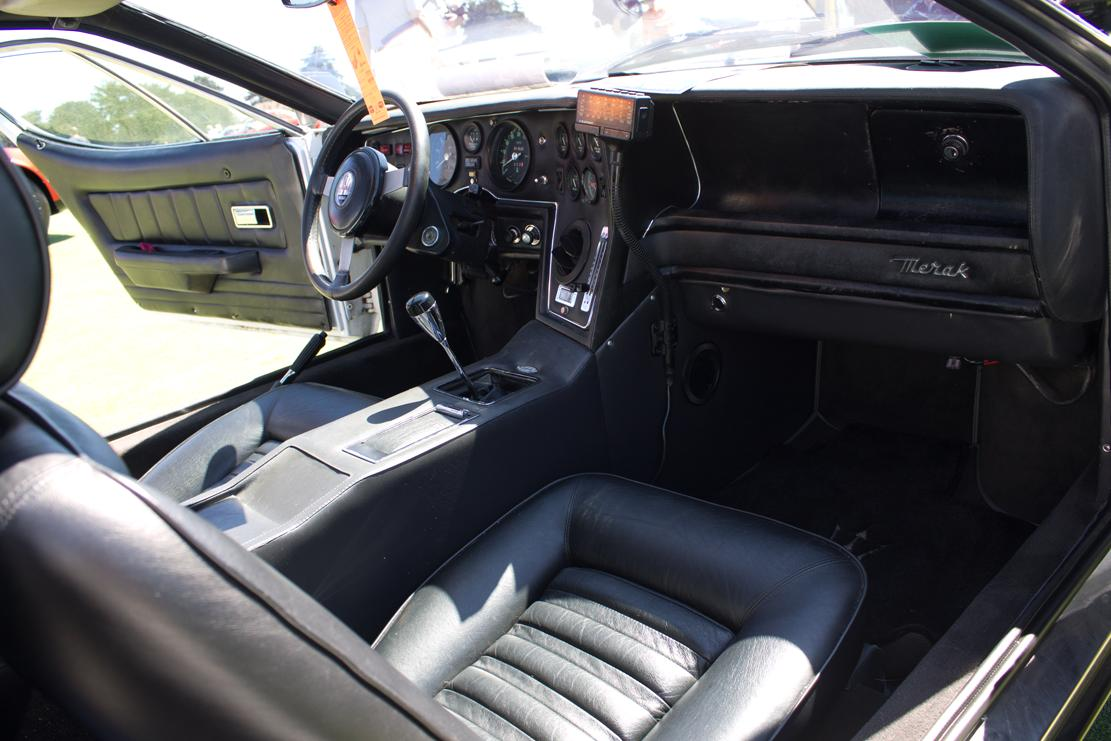

В 1975 році з'явився Maserati Merak SS зі зменшеною на 50 кг масою і двигуном 3,0 л V6 форсованим до 220 к.с.
У 1977 році на купе почали ставити 2,0 л V6 потужністю 170 к.с., такі машини призначалися для продажу в Італії, де був введений підвищений податок на автомобілі з двигунами великого обсягу.
Випуск Merak тривав до 1984 року. Всього було випущено 1830 екземплярів моделі, причому більше половини тиражу довелося на версію Merak SS.

## Двигуни
- 3.0 L 90° V6 190/220 к.с.
- 2.0 L 90° V6 170 к.с.